# Метод (актёрская игра)

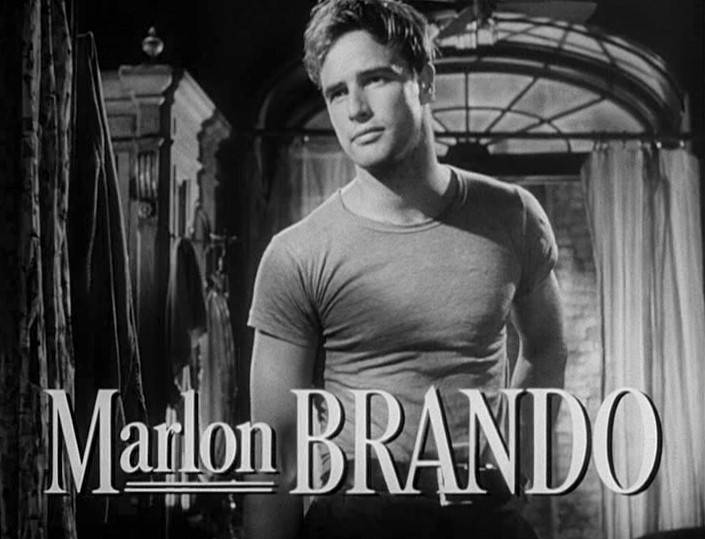
Марлон Брандо в фильме Элиа Казана «Трамвай „Желание“» демонстрирует актёрскую игру по системе Станиславского

Метод (англ. Method acting) — набор учебных и репетиционных приёмов, призванных развивать искренность, выразительность и эмоциональную насыщенность актёрской игры. Основан на работах ведущих театральных практиков, главным образом американских. Является одним из самых популярных в США подходов к актёрской игре. В основе метода лежит система Станиславского, разработанная русским актёром и режиссёром К. С. Станиславским. Среди американцев, внёсших наибольший вклад в развитие метода, выделяются: Ли Страсберг (психологические аспекты), Стелла Адлер (социологические аспекты) и Сэнфорд Майснер (поведенческие аспекты). Именно эти трое впервые сформулировали основные принципы метода, когда вместе работали в театральной труппе в Нью-Йорке.

## От Системы к Методу
В основе Метода лежит система актёрской игры, разработанная Станиславским в первые десятилетия XX века. В основу системы Станиславского легли: 1) принципы майнингеймского театра, выделявшего роль режиссёра в постановке спектакля как единое эстетическое и дисциплину актёров; 2) драматургический реализм в духе Малого Театра; и 3) натуралистический стиль постановок французского режиссёра Антуана Андре.

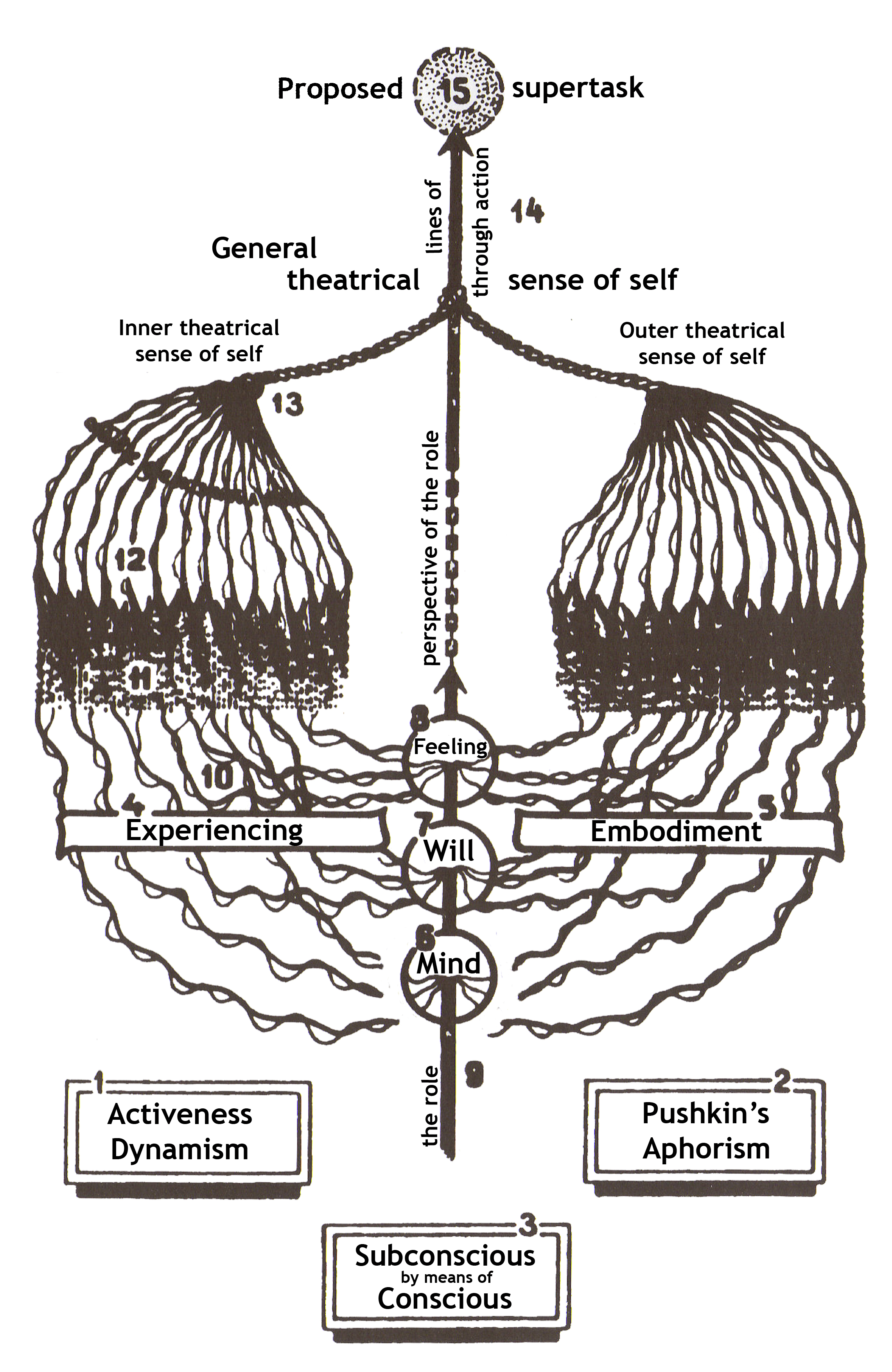
Схема системы Станиславского в версии 1935 года.

«Система» основана на том, что Станиславский называл «искусством переживания», которое он противопоставлял «искусству представления». Этот приём заключается в использовании сознательной мысли и воли актёра для того, чтобы мобилизовать подсознательные психологические процессы, такие как эмоциональные переживания и подсознательное поведение. На репетиции актёр ищет внутренние мотивы для оправдания действий персонажа (т. н. «задача»). Впоследствии Станиславский развил свою систему, внеся в репетиционный процесс «метод физических действий». Вместо обсуждения деталей роли он добивался так называемого активного анализа, состоявшего в импровизации сценических ситуаций. По выражению Станиславского, «лучший анализ пьесы есть действия в предлагаемых обстоятельствах».
Метод Станиславского, на раннем этапе представленный в его работе со студентами первой студии Московского Художественного театра (МХТ), произвёл революцию в актёрской игре на Западе. Во время гастролей МХТ в США в начале 1920-х годов Ли Страсберг видел все спектакли и был глубоко впечатлён. В это же время Ричард Болеславски, один из студентов первой студии Станиславского, представил серию лекций по «системе», которые были изданы под заголовком «Актёрская игра: первые шесть уроков» (1933). Интерес американской публики привёл к решению Болеславского и М. А. Успенской (также ученицы первой студии МХТ) остаться в США и создать американский лабораторный театр . Они практиковали систему Станиславского в версии 1910-х годов, которая отличалась от более полно проработанного варианта 1930-х годов, изложенного в книге «Работа актёра над собой». Первая часть книги Станиславского, в которой излагаются психологические особенности актёрской подготовки, была опубликована в США в 1936 году в сокращенном виде и неточном переводе под названием «Подготовка актёра» (An Actor Prepares). Англоязычные читатели часто путают этот перевод первого тома с описанием «системы» в целом.
Многие американские актёры, работу которых связывают с Актёрским методом, учились именно в экспериментальном театре Болеславского и Успенской. Приемы игры, которые в дальнейшем демонстрировали бывшие студенты этого театра, такие как Ли Страсберг, Стелла Адлер и Сэнфорд Майснер, часто путают с системой Станиславского. Вариант Страсберга основывался исключительно на психологических приемах, в отличие от многомерного психофизического подхода Станиславского, который исследует характер и действия, как «изнутри», так и «снаружи».
Кроме ранних работ Станиславского, на развитие Актёрского метода повлияли идеи и приемы его ученика Евгения Вахтангова. Именно «предметные упражнения» Вахтангова использовала Ута Хаген для обучения актёров и поддержания актёрских навыков. На основе метода Вахтангова Ли Страсберг модифицировал систему Станиславского. Следуя этому различию, актёры задают себе вопрос «Что могло бы мотивировать меня вести себя так же, как и персонаж?», а не вопрос Станиславского «Что бы я делал и чувствовал на месте моего героя в предлагаемых обстоятельствах».

## Эмоции и воображение
Среди концепций и приемов актёрского метода важное место занимают приемы замещения, «как будто», память ощущений (англ. sense memory), эмоциональная память и подражание животным, которые были впервые предложены Станиславским. Актёры, применяющие Актёрский метод, также иногда обращаются за помощью к психологам с целью развития своих ролей.
В подходе Страсберга артисты используют свой жизненный опыт, приближая его к опыту своих персонажей. Этот метод предполагает вовлечение эмоциональной или, как называл её Страсберг, «аффективной» памяти, предполагает повторное переживание аналогичных ощущений, которые оказали в свое время значительное эмоциональное влияние на актера. При этом актеры стараются не сдерживать эмоции, а наоборот, дать им выход. Таким образом, актеру удаётся создать естественный эмоциональный фон роли, не прибегая к наигрыванию или аффектации.
Летом 1934 года в Париже Станиславский в течение пяти недель работал с американской актрисой Стеллой Адлер, чтобы помочь ей преодолеть затруднения в воплощении ролей (т. н. «блоки»). Учитывая тот факт, что метод «эмоциональной памяти» уже применялся в Америке достаточно широко, Адлер с удивлением обнаружила, что Станиславский рекомендовал эту технику только в крайних случаях.
Под влиянием Ричарда Болеславски эмоциональная память стала центральной особенностью обучения в группе Страсберга в Нью-Йорке. В отличие от этого, Станиславский рекомендовал Стелле Адлер искать путь для эмоционального выражения через физическое действие. Узнав об этом, Страсберг, тем не менее, отказался изменить свой подход к репетициям эмоциональных проявлений.

## Применение Метода
Студентами Страсберга были многие выдающиеся американские актеры второй половины XX века, такие как Пол Ньюман, Аль Пачино, Джордж Пеппард, Дастин Хоффман, Джеймс Дин, Мэрилин Монро, Джейн Фонда, Джек Николсон, Микки Рурк и многие другие